# Cronologia da pandemia de COVID-19 em julho de 2022
Este artigo documenta a cronologia e epidemiologia do vírus SARS-CoV-2 em julho de 2022, o vírus que causa a COVID-19 e é responsável pela pandemia de COVID-19. Os primeiros casos humanos da COVID-19 foram identificados em Wuhan, China, em dezembro de 2019.

## Cronologia

### 1 de julho
- O Chile ultrapassa 4 milhões de casos de COVID-19.
- A Malásia registrou 2.773 novos casos, elevando o número total para 4.568.828. Há 1.984 recuperações, elevando o número total de recuperações para 4.502.840. Há seis mortes, elevando o número de mortos para 35.771.[1]
- A Nova Zelândia registrou 7.195 novos casos, elevando o número total para 1.345.796. Existem 5.015 recuperações, elevando o número total de recuperações para 1.298.282. Há sete mortes, elevando o número de mortos para 1.529.[2]
- Niue relatou cinco novos casos resultantes de viagens ao exterior.[3]
- A Coreia do Norte registrou 4.570 novos casos, elevando o número total para 4.744.430. O número de mortos é de 73.[4]
- Singapura registrou 9.087 novos casos, elevando o número total para 1.453.155. Duas novas mortes foram relatadas, elevando o número de mortos para 1.415.[5]
- Taiwan relata 35.800 novos casos, elevando o número total para 3.803.049. 121 novas mortes foram relatadas, elevando o número de mortos para 6.772.[6]
- O jogador de críquete do Sri Lanka, Angelo Mathews, testou positivo para a COVID-19 e foi descartado do primeiro teste do Sri Lanka contra a Austrália.[7]

### 2 de julho
- A Malásia registrou 2.527 novos casos, elevando o número total para 4.571.355. Existem 2.359 recuperações, elevando o número total de recuperações para 4.505.199. O número de mortos permanece 35.771.[8]
- A Nova Zelândia registrou 6.626 novos casos, elevando o número total para 1.352.688. Existem 3.991 recuperações, elevando o número total de recuperações para 1.302.273. Há 21 mortes, elevando o número de mortos para 1.549.[9]
- A Coreia do Norte registrou 4.100 novos casos, elevando o número total para 4.748.530. O número de mortos é de 73.[10]
- Singapura registrou 7.952 novos casos, elevando o número total para 1.461.107. Uma nova morte foi relatada, elevando o número de mortos para 1.416.[11]
- Taiwan relata 34.827 novos casos, elevando o número total para 3.837.856. 96 novas mortes foram relatadas, elevando o número de mortos para 6.868.[12]

### 3 de julho
- A Malásia registrou 2.536 novos casos, elevando o número total para 4.573.891. Existem 3.123 recuperações, elevando o número total de recuperações para 4.508.322. Há cinco mortes, elevando o número de mortos para 35.776.[13]
- A Nova Zelândia registrou 5.089 novos casos, elevando o número total para 1.357.862. São 4.600 recuperações, elevando o número total de recuperações para 1.306.873. Há 11 mortes, elevando o número de mortos para 1.560.[14]
- A Coreia do Norte registrou 3.550 novos casos, elevando o número total para 4.752.080. O número de mortos é de 73.[15]
- Singapura registrou 6.127 novos casos, elevando o número total para 1.467.234. Duas novas mortes foram relatadas, elevando o número de mortos para 1.418.[16]
- Taiwan relata 32.681 novos casos, elevando o número total para 3.870.528. 88 novas mortes foram relatadas, elevando o número de mortos para 6.956.[17]

### 4 de julho
- O Canadá registrou 4.522 novos casos, elevando o número total para 3.950.609.[18]
- A Malásia registrou 1.918 novos casos, elevando o número total para 4.575.809. Há 2.321 recuperações, elevando o número total de recuperações para 4.510.643. Há oito mortes, elevando o número de mortos para 35.784.[19]
- A Nova Zelândia registrou 6.650 novos casos, elevando o número total para 1.364.733. Existem 5.767 recuperações, elevando o número total de recuperações para 1.312.640. Há sete mortes, elevando o número de mortos para 1.568.[20]
- A Coreia do Norte registrou 3.040 novos casos, elevando o número total para 4.755.120. O número de mortos é de 73.[21]
- Singapura registrou 5.946 novos casos, elevando o número total para 1.473.180. Uma nova morte foi relatada, elevando o número de mortos para 1.419.[22]
- Os políticos de A Singapura Halimah Yacob, Tan Chuan-Jin e Edwin Tong deram positivo para COVID-19.[23]

### 5 de julho
- O Canadá registrou 2.124 novos casos, elevando o número total para 3.952.733.[24]
- A Malásia registrou 2.932 novos casos, elevando o número total para 4.578.741. Há 2.292 recuperações, elevando o número total de recuperações para 4.512.935. Há três mortes, elevando o número de mortos para 35.787.[25]
- A Nova Zelândia registrou 9.816 novos casos, elevando o número total para 1.374.535. São 8.333 recuperações, elevando o número total de recuperações para 1.320.973. Há 22 mortes, elevando o número de mortos para 1.592.[26]
- A Coreia do Norte registrou 2.500 novos casos, elevando o número total para 4.757.620. O número de mortos é de 73.[27]
- Singapura registrou 12.784 novos casos, elevando o número total para 1.485.964. Duas novas mortes foram relatadas, elevando o número de mortos para 1.421.[28]

### 6 de julho
Relatório Semanal da OMS:
- O Canadá registrou 3.271 novos casos, elevando o número total para 3.958.566.[30]
- Itália ultrapassa 19 milhões de casos de COVID-19.
- A Malásia registrou 3.561 novos casos, elevando o número total para 4.582.302. Existem 2.035 recuperações, elevando o número total de recuperações para 4.514.970. Há cinco mortes, elevando o número de mortos para 35.792.[31]
- A Coreia do Norte registrou 2.150 novos casos, elevando o número total para 4.759.770. Outra morte foi confirmada mais tarde, elevando o número de mortos para 74.[32]
- Singapura registrou 9.989 novos casos, elevando o número total para 1.495.953. Duas novas mortes foram relatadas, elevando o número de mortos para 1.423.[33]

### 7 de julho
- O Canadá registrou 11.899 novos casos, elevando o número total para 3.968.974.[34]
- A Malásia registrou 4.020 novos casos, elevando o número total para 4.586.322. Há 1.718 recuperações, elevando o número total de recuperações para 4.516.688. Há três mortes, elevando o número de mortos para 35.795.[35]
- A Nova Zelândia registrou 11.084 novos casos, elevando o número total para 1.403.073. São 7.855 recuperações, elevando o número total de recuperações para 1.343.926. Há 15 mortes, elevando o número de mortos para 1.619.[36]
- A Coreia do Norte registrou 1.960 novos casos, elevando o número total para 4.761.730.[37]
- Singapura registrou 9.985 novos casos, elevando o número total para 1.505.938. Três novas mortes foram relatadas, elevando o número de mortos para 1.426.[38]

### 8 de julho
- O Canadá registrou 1.606 novos casos, elevando o número total para 3.970.580.[39]
- França ultrapassa 32 milhões de casos de COVID-19. [40]
- A Malásia registrou 3.589 novos casos, elevando o número total para 4.589.911. São 2.224 |recuperações, totalizando 4.518.912 recuperações. Há seis mortes, elevando o número de mortos para 35.801.[41]
- A Nova Zelândia registrou 9.953 novos casos, elevando o número total para 1.412.642. Existem 7.392 recuperações, elevando o número total de recuperações para 1.351.318. Há 20 mortes, elevando o número de mortos para 1.641.[42]
- A Coreia do Norte registrou 1.630 novos casos, elevando o número total para 4.763.360.[43]
- Singapura registrou 9.284 novos casos, elevando o número total para 1.515.222. Uma nova morte foi relatada, elevando o número de mortos para 1.427.[44]
- Taiwan registrou 30.314 novos casos diários, superando 4 milhões de casos relativos, elevando o número total para 4.026.067.[45]
- Os Estados Unidos da América ultrapassam 90 milhões de casos. [40]
- O presidente das Filipinas, Bongbong Marcos, testou positivo para a COVID-19.[46]

### 9 de julho
- Alemanha ultrapassa 29 milhões de casos de COVID-19. [47]
- A Malásia registrou 2.799 casos, elevando o número total para 4.592.710. Há 2.666 recuperações, elevando o número total de recuperações para 4.521.578. Há oito mortes, elevando o número de mortos para 35.809.[48]
- A Nova Zelândia registrou 9.558 casos, elevando o número total para 1.422.178. Existem 6.803 recuperações, elevando o número total de recuperações para 1.358.121. Há 21 mortes, elevando o número de mortos para 1.663.[49]
- A Coreia do Norte registrou 1.590 novos casos, elevando o número total para 4.764.950.[50]
- Singapura registrou 8.659 novos casos, elevando o número total para 1.523.881. Uma nova morte foi relatada, elevando o número de mortos para 1.428.[51]
- Vegard Stake Laengen e Geoffrey Bouchard, ambos ciclistas de estrada, foram testados para COVID-19 e impedidos de todas as etapas restantes do Tour de France 2022, relatório oficial do organizador.
- Shingo Takatsu, treinador do clube profissional de beisebol Tokyo Swallows Japan, testou positivo para a COVID-19, de acordo com um relatório do clube.

### 10 de julho
- A Malásia registrou 3.264 novos casos, elevando o número total para 4.595.974. São 2.703 recuperações, elevando o número total de recuperações para 4.524.281. Há duas mortes, elevando o número de mortos para 35.811.[52]
- A Nova Zelândia registrou 7.747 novos casos, elevando o número total para 1.429.924. Há 5.469 recuperações, elevando o número total de recuperações para 1.363.590. Há nove mortes, elevando o número de mortos para 1.674.[53]
- A Coreia do Norte registrou 1.470 novos casos, elevando o número total para 4.766.420.[54]
- Singapura registrou 6.423 novos casos, elevando o número total para 1.530.304. Quatro novas mortes foram relatadas, elevando o número de mortos para 1.432.[55]
- Espanha ultrapassa 13 milhões de casos.
- O Reino Unido ultrapassa 23 milhões de casos. [56]

### 11 de julho
- O Canadá registrou 1.016 novos casos, elevando o número total para 3.974.127.[57]
- A Malásia registrou 2.417 novos casos, elevando o número total para 4.598.391. São 2.536 recuperações, elevando o número total de recuperações para 4.526.817. Há cinco mortes, elevando o número de mortos para 35.816.[58]
- A Nova Zelândia registrou 8.675 novos casos, elevando o número total para 1.438.599. Existem 6.571 recuperações, elevando o número total de recuperações para 1.370.161. Há 17 mortes, elevando o número de mortos para 1.688.[59]
- A Coreia do Norte registrou 1.240 novos casos, elevando o número total para 4.767.660.[60]
- Singapura registrou 4.495 novos casos, elevando o número total para 1.534.799.[61]
- O senador dos Estados Unidos, Chuck Schumer, testou positivo para a COVID-19.[62]

### 12 de julho
- Brasil ultrapassa 33 milhões de casos de COVID-19. [63]
- O Canadá registrou 12.065 novos casos, elevando o número total para 3.986.209.[64]
- A Malásia registrou 2.345 novos casos, elevando o número total para 4.600.736. São 2.384 recuperações, elevando o número total de recuperações para 4.529.201. Há três mortes, elevando o número de mortos para 35.819.[65]
- A Nova Zelândia registrou 11.854 novos casos, elevando o número total para 1.450.451. São 9.814 recuperações, elevando o número total de recuperações para 1.379.975. Há 17 mortes, elevando o número de mortos para 1.707.[66]
- A Coreia do Norte registrou 900 novos casos, elevando o número total para 4.768.560.[67]
- Singapura registrou 5.979 novos casos, elevando o número total para 1.540.778. Cinco novas mortes foram relatadas, elevando o número de mortos para 1.437.[68]

### 13 de julho
Relatório Semanal da OMS:
- O Canadá registrou 4.030 novos casos, elevando o número total para 3.990.239.[70]
- A Malásia registrou 3.934 novos casos, elevando o número total para 4.604.670. Existem 2.747 recuperações, elevando o número total de recuperações para 4.531.948. Há nove mortes, elevando o número de mortos para 35.828.[71]
- A Nova Zelândia registrou 11.819 novos casos, elevando o número total para 1.462.257. Há 10.527 recuperações, elevando o número total de recuperações para 1.390.502. Há 29 mortes, elevando o número de mortos para 1.737.[72]
- A Coreia do Norte registrou 770 novos casos, elevando o número total para 4.769.330.[73]
- Singapura registrou 16.870 novos casos, elevando o número total para 1.557.648. Três novas mortes foram relatadas, elevando o número de mortos para 1.440.[74]

### 14 de julho
- O Canadá registrou 15.343 novos casos, ultrapassando 4 milhões de casos e elevando o número total para 4.005.582.[75]
- Japão ultrapassa 10 milhões de casos de COVID-19.[76]
- A Malásia registrou 4.098 novos casos, elevando o número total para 4.608.768. Existem 2.071 recuperações, elevando o número total de recuperações para 4.534.019. Há oito mortes, elevando o número de mortos para 35.836.[77]
- A Nova Zelândia registrou 11.716 novos casos, elevando o número total para 1.473.955. Existem 10.909 recuperações, elevando o número total de recuperações para 1.401.411. Há 23 mortes, elevando o número de mortos para 1.760.[78]
- A Coreia do Norte registrou 570 novos casos, elevando o número total para 4.769.900.[79]
- Singapura registrou 11.772 novos casos, elevando o número total para 1.569.420. Quatro novas mortes foram relatadas, elevando o número de mortos para 1.444.[80]
- Os Estados Unidos da América ultrapassam 91 milhões de casos. [81]

### 15 de julho
- O Canadá registrou 1.892 novos casos, elevando o número total para 4.007.474.[82]
- A Malásia registrou 5.230 casos ativos, elevando o número total para 4.613.998. Há 2.297 recuperações, elevando o número total de recuperações para 4.536.946. Há oito mortes, elevando o número de mortos para 35.844.[83]
- A Nova Zelândia registrou 10.803 novos casos, elevando o número total para 1.484.746. Há 9.534 recuperações, elevando o número total de recuperações para 1.410.945. Há 16 mortes, elevando o número de mortos para 1.776.[84]
- A Coreia do Norte registrou 500 novos casos, elevando o número total para 4.770.400.[85]
- Singapura registrou 10.526 novos casos, elevando o número total para 1.579.946. Três novas mortes foram relatadas, elevando o número de mortos para 1.447.[86]
- A gerente de futebol holandesa Sarina Wiegman testou positivo para a COVID-19.[87]

### 16 de julho
- O Japão registrou 110.675 novos casos diários, elevando o número total para 10.204.843.[88]
- A Malásia registrou 5.047 novos casos, elevando o número total para 4.619.045. Existem 3.770 recuperações, elevando o número total de recuperações para 4.540.716. Há quatro mortes, elevando o número de mortos para 35.848.[89]
- A Nova Zelândia registrou 9.549 novos casos, elevando o número total para 1.494.272. São 9.533 recuperações, elevando o número total de recuperações para 1.420.478. Há 28 mortes, elevando o número de mortos para 1.805.[90]
- A Coreia do Norte registrou 460 novos casos, elevando o número total para 4.770.860.[91]
- As Ilhas Pitcairn relataram seu primeiro caso. [92]
- Singapura registrou 9.153 novos casos, juntamente com dois casos importados da nova subvariante Centaurus, elevando o número total para 1.589.099. Três novas mortes foram relatadas, elevando o número de mortos para 1.450.[93]
- África do Sul ultrapassa 4 milhões de casos.

### 17 de julho
- Itália ultrapassa 20 milhões de casos de COVID-19.[94]
- A Malásia registrou 3.936 novos casos, elevando o número total para 4.622.981. São 3.899 recuperações, elevando o número total de recuperações para 4.544.615. Há sete mortes, elevando o número de mortos para 35.855.[95]
- A Nova Zelândia registrou 6.493 novos casos, elevando o número total para 1.500.754. Existem 7.751 recuperações, elevando o número total de recuperações para 1.428.229. Há 22 mortes, elevando o número de mortos para 1.827.[96]
- A Coreia do Norte registrou 430 novos casos, elevando o número total para 4.771.290.[97]
- Singapura registrou 6.947 novos casos, elevando o número total para 1.596.046. Três novas mortes foram relatadas, elevando o número de mortos para 1.453.[98]

### 18 de julho
- O Canadá registrou 4.885 novos casos, elevando o número total para 4.012.359.[99]
- França ultrapassa 33 milhões de casos de COVID-19. [100]
- A Malásia registrou 3.080 novos casos, elevando o número total para 4.626.061. Existem 3.399 recuperações, elevando o número total de recuperações para 4.548.014. Há sete mortes, elevando o número de mortos para 35.862.[101]
- A Nova Zelândia registrou 7.975 novos casos, elevando o número total de casos para 1.508.728. São 8.675 recuperações, elevando o número total de recuperações para 1.436.904. Há 21 mortes, elevando o número de mortos para 1.849.[102]
- A Coreia do Norte registrou 310 novos casos, elevando o número total para 4.771.600.[103]
- Singapura registrou 6.227 novos casos, elevando o número total para 1.602.273. Além disso, uma menina de 4 anos estava entre os quatro pacientes que sucumbiram ao COVID-19, elevando o número de mortos para 1.457.[104]
- Tsuyoshi Shinjo, treinador do clube de beisebol profissional Hokkaido Fighters, testou positivo para a COVID-19, de acordo com um relatório do clube.

### 19 de julho
- A Malásia registrou 3.902 novos casos, elevando o número total para 4.629.963. Existem 2.935 recuperações, elevando o número total de recuperações para 4.550.949. Há oito mortes, elevando o número de mortos para 35.870.[105]
- A Nova Zelândia registrou 10.772 novos casos, elevando o número total para 1.519.490. Há 11.817 recuperações, elevando o número total de recuperações para 1.448.721. Há 19 mortes, elevando o número de mortos para 1.870.[106]
- A Coreia do Norte registrou 260 novos casos, elevando o número total para 4.771.860.[107]
- Singapura registrou 13.794 novos casos, elevando o número total para 1.616.067. Três novas mortes foram relatadas, elevando o número de mortos para 1.460.[108]
- A cantora cubano-americana Camila Cabello revelou no TikTok que testou positivo para a COVID-19.[109]
- A jogadora de futebol inglesa Hannah Hampton testou positivo para a COVID-19 e perderá a partida das quartas de final contra a Espanha.[110]
- O governador de Illinois, JB Pritzker, testou positivo para a COVID-19.[111]
- Mikaël Cherel e Aurelien Paret-Peintre, ambos ciclistas de estrada da AG2R Citroën Team, testaram positivo para COVID-19 e se abstêm de todas as etapas restantes do Tour de France 2022, de acordo com o relatório oficial do organizador da equipe.

### 20 de julho
Relatório Semanal da OMS:
- O Japão registrou 152.495 novos casos diários, o segundo mais relativo, elevando o número total para 10.584.378.[113]
- A Malásia registrou 5.685 novos casos, elevando o número total para 4.635.648. São 3.337 recuperações, totalizando 4.554.286 recuperações. Há oito mortes, elevando o número de mortos para 35.878.[114]
- A Nova Zelândia registrou 10.716 novos casos, elevando o número total para 1.530.186. Há 11.744 recuperações, elevando o número total de recuperações para 1.460.465. Há 34 mortes, elevando o número de mortos para 1.907.[115]
- A Coreia do Norte registrou 260 novos casos, elevando o número total para 4.772.120.[116]
- Singapura registrou 10.293 novos casos, elevando o número total para 1.626.360. Três novas mortes foram relatadas, elevando o número de mortos para 1.463.[117]
- Muitos Tokyo Giants, um jogador profissional de beisebol do Japão, confirmaram que testaram positivo para COVID-19, incluindo o arremessador Taisei Ota, Yuki Takahashi, Tomoyuki Sugano e outros Yoshihiro Maru, Sho Nakata, Kazuma Okamoto, de acordo com um relatório do site do clube.

### 21 de julho
- Bangladesh ultrapassa 2 milhões de casos de COVID-19.[118]
- Guatemala ultrapassa 1 milhão de casos de COVID-19.
- O Japão registrou 186.246 novos casos diários, elevando o número total para 10.785.505.[119]
- A Malásia registrou 4.587 casos, elevando o número total para 4.640.235. Há 2.652 recuperações, elevando o número total de recuperações para 4.556.938. Há 10 mortes, elevando o número de mortos para 35.888.[120]
- A Nova Zelândia registrou 10.336 novos casos, elevando o número total para 1.540.509. Existem 11.684 recuperações, elevando o número total de recuperações para 1.472.149. Há 31 mortes, elevando o número de mortos para 1.928.[121]
- A Coreia do Norte registrou 170 novos casos, elevando o número total para 4.772.290.[122]
- Singapura registrou 9.749 novos casos, elevando o número total para 1.636.109. Três novas mortes foram relatadas, elevando o número de mortos para 1.466.[123]
- A Coreia do Sul registrou 71.170 novos casos diários, superando 19 milhões de casos relativos, elevando o número total para 19.009.080.[124]
- O presidente dos Estados Unidos, Joe Biden, testou positivo para a COVID-19 e atualmente apresenta sintomas leves.[125] [126]

### 22 de julho
- A Austrália ultrapassa 9 milhões de casos de COVID-19, à medida que o número de novos casos e mortes continua a aumentar em meio à luta contra a onda Omicron.[127]
- O Japão registrou 195.160 novos casos diários, elevando o número total para 10.981.802.[128]
- A Malásia registrou 3.880 novos casos, elevando o número total para 4.644.115. São 2.607 recuperações, elevando o número total de recuperações para 4.559.545. Há 14 mortes, elevando o número de mortos para 35.902.[129]
- A Nova Zelândia registrou 9.087 novos casos, elevando o número total para 1.549.589. Existem 10.770 recuperações, elevando o número total de recuperações para 1.482.919. Há 22 mortes, elevando o número de mortos para 1.954.[130]
- A Coreia do Norte registrou 150 novos casos, elevando o número total para 4.772.440.[131]
- Singapura registrou 8.983 novos casos, juntamente com 6 novos casos da subvariante Centaurus, elevando o número total para 1.645.092. Duas novas mortes foram relatadas, elevando o número de mortos para 1.468.[132]
- Os Estados Unidos da América ultrapassam 92 milhões de casos. [133]
- Tatsunori Hara, gerente do clube de beisebol profissional Tokyo Giants no Japão, testou positivo para a COVID-19, de acordo com um relatório do site do clube.

### 23 de julho
- O Canadá registrou 31.586 novos casos esta semana, elevando o número total para 4.056.132.
- Costa Rica ultrapassa 1 milhão de casos de COVID-19.
- O Japão registrou 200.975 novos casos diários e ultrapassa 11 milhões de casos relativos, elevando o número total para 11.182.777.[134]
- A Malásia registrou 4.816 novos casos, elevando o número total para 4.648.931. Há 3.928 recuperações, elevando o número de mortos para 4.563.473. Há 9 mortes, elevando o número de mortos para 35.911.[135]
- A Nova Zelândia registrou 8.088 novos casos, elevando o número total para 1.557.661. Existem 9.483 recuperações, elevando o número total de recuperações para 1.492.402. Há 21 mortes, elevando o número de mortos para 1.976.[136]
- A Coreia do Norte registrou 120 novos casos, elevando o número total para 4.772.560.[137]
- Romênia ultrapassa 3 milhões de casos de COVID-19.
- Singapura registrou 7.889 novos casos, elevando o número total para 1.652.981. Quatro novas mortes foram relatadas, elevando o número de mortos para 1.472.[138]

### 24 de julho
- Bolívia ultrapassa 1 milhão de casos de COVID-19.
- A Malásia registrou 2.720 novos casos, elevando o número total para 4.651.651. Há 4.012 recuperações, elevando o número total de recuperações para 4.567.485. Há 3 mortes, elevando o número de mortos para 35.914.[139]
- A Nova Zelândia registrou 5.853 novos casos, elevando o número total para 1.563.510. Há 6.785 recuperações, elevando o número total de recuperações para 1.499.187. Há 14 mortes, elevando o número de mortos para 1.990.[140]
- A Coreia do Norte registrou 120 novos casos, elevando o número total para 4.772.680.[141]
- Singapura registrou 6.175 novos casos, elevando o número total para 1.659.156. Quatro novas mortes foram relatadas, elevando o número de mortos para 1.476.[142]

### 25 de julho
- A Malásia registrou 3.300 novos casos, elevando o número total para 4.654.951. Existem 5.227 recuperações, elevando o número total de recuperações para 4.572.712. Há nove mortes, elevando o número de mortos para 35.923.[143]
- A Nova Zelândia registrou 7.297 novos casos, elevando o número total para 1.570.802. Há 7.693 recuperações, elevando o número total de recuperações para 1.506.880. Há 16 mortes, elevando o número de mortos para 2.006.[144]
- A Coreia do Norte registrou 60 novos casos, elevando o número total para 4.772.740.[145]
- Singapura registrou 5.551 novos casos, elevando o número total para 1.664.707. Sete novas mortes foram relatadas, elevando o número de mortos para 1.483.[146]
- Os senadores dos Estados Unidos Joe Manchin e Lisa Murkowski testaram positivo para COVID-19.[147]

### 26 de julho
- A Malásia registrou 4.759 novos casos, elevando o número total para 4.659.710. Há 4.806 recuperações, elevando o número total de recuperações para 4.577.518. Há nove mortes, elevando o número de mortos para 35.932.[148]
- A Nova Zelândia registrou 10.336 novos casos, elevando o número total para 1.540.509. Há 10.705 recuperações, elevando o número total de recuperações para 1.518.146. Há 47 mortes, elevando o número de mortos para 1.396.[121]
- A Coreia do Norte registrou 40 novos casos, elevando o número total para 4.772.780.[149]
- Singapura registrou 12.419 novos casos, elevando o número total para 1.677.126. Quatro novas mortes foram relatadas, elevando o número de mortos para 1.487.[150]

### 27 de julho
Relatório Semanal da OMS:
- O Japão registrou 209.694 novos casos diários, elevando o número total para 11.888.057.[152]
- A Malásia registrou 4.503 novos casos, elevando o número total para 4.664.213. São 3.847 recuperações, elevando o número total de recuperações para 4.581.365. Há dez mortes, elevando o número de mortos para 35.942.[153]
- A Nova Zelândia registrou 9.124 novos casos, elevando o número total para 1.589.584. Existem 10.653 recuperações, elevando o número total de recuperações para 1.528.799. Há 31 mortes, elevando o número de mortos para 1.427.[154]
- A Coreia do Norte registrou 10 novos casos, elevando o número total para 4.772.790.[155]
- Singapura registrou 8.763 novos casos, elevando o número total para 1.677.126. Três novas mortes foram relatadas, elevando o número de mortos para 1.490.[156]
- Turquia ultrapassa 16 milhões de casos.

### 28 de julho
- O Japão registrou 233.094 novos casos diários, ultrapassando 12 milhões de casos, elevando o número total para 12.121.151.[157]
- A Malásia registrou 3.926 casos, elevando o número total para 4.668.139. São 3.542 recuperações, elevando o número total de recuperações para 4.584.907. Há quatro mortes, elevando o número de mortos para 35.946.[158]
- A Nova Zelândia registrou 7.939 casos, elevando o número total para 1.597.516. Existem 10.312 recuperações, elevando o número total de recuperações para 1.539.111. Há 28 mortes, elevando o número de mortos para 1.455.[159]
- A Coreia do Norte registrou 20 novos casos, elevando o número total para 4.772.810.[160]
- Singapura registrou 17.328 novos casos, elevando o número total para 1.694.454. Duas novas mortes foram relatadas, elevando o número de mortos para 1.492.[161]

### 29 de julho
- O Japão registrou 221.442 novos casos diários, elevando o número total para 12.340.050.[162]
- A Malásia registrou 4.860 novos casos, elevando o número total para 4.672.999. Há 3.836 recuperações, elevando o número total de recuperações para 4.588.743. Há dez mortes, elevando o número de mortos para 35.956.[163]
- A Nova Zelândia registrou 7.918 casos, elevando o número total para 1.605.416. Há 9.030 recuperações, elevando o número total de recuperações para 1.548.141. Há 24 mortes, elevando o número de mortos para 1.479.[164]
- A Coreia do Norte registrou 3 novos casos, elevando o número total para 4.772.813.[165]
- Singapura registrou 7.938 novos casos, elevando o número total para 1.702.392. Duas novas mortes foram relatadas, elevando o número de mortos para 1.494.[166]

### 30 de julho
- O Canadá registrou 28.596 novos casos esta semana, elevando o número total para 4.084.728.
- A Índia ultrapassa 44 milhões de casos de COVID-19. [167]
- A Itália ultrapassa 21 milhões de casos de COVID-19. [167]
- O Japão registrou 222.305 novos casos diários, elevando o número total para 12.553.010.[168]
- A Malásia registrou 4.271 novos casos, elevando o número total para 4.677.270. Existem 5.553 recuperações, elevando o número total de recuperações para 4.594.296. Há quatro mortes, elevando o número de mortos para 35.960.[169]
- A Nova Zelândia registrou 6.475 novos casos, elevando o número total para 1.611.885. Existem 8.050 recuperações, elevando o número total de recuperações para 1.556.191. Duas mortes, elevando o número de mortos para 1.502.[170]
- A Coreia do Norte não registrou novos casos, que permanecem em um total de 4.772.813.[171]
- Singapura registrou 6.558 novos casos, elevando o número total para 1.708.950. Três novas mortes foram relatadas, elevando o número de mortos para 1.497.[172]
- A Coreia do Sul registrou 81.944 novos casos, elevando o número total para 19.702.461. Há 35 mortes, elevando o número de mortos para 25.027.[173]
- Os Estados Unidos da América ultrapassam 93 milhões de casos. [167]
- O presidente dos Estados Unidos, Joe Biden, testou positivo para a COVID-19 pela segunda vez e voltou ao isolamento.[174]
- Aproximadamente 550 milhões de recuperações foram relatadas globalmente.

### 31 de julho
- A Malásia registrou 2.783 novos casos, elevando o número total para 4.680.053. Há 4.482 recuperações, elevando o número total de recuperações para 4.598.778. Há nove mortes, elevando o número de mortos para 35.969.[175]
- A Nova Zelândia registrou 4.464 novos casos, elevando o número total para 1.616.341. Há 6.110 recuperações, elevando o número total de recuperações para 1.562.301. O número de mortos permanece em 1.502.[176]
- A Coreia do Norte não registrou novos casos, que permanecem em um total de 4.772.813.[177]
- Singapura registrou 5.106 novos casos, elevando o número total para 1.714.056. Três novas mortes foram relatadas, elevando o número de mortos para 1.500.[178]
- De acordo com um relatório oficial confirmado da Agência da Casa Imperial, a princesa Yōko de Mikasa testou positivo para a COVID-19.